# Actias isis
Actias isis es una especie de lepidóptero ditrisio de la familia Saturniidae descrita por primera vez por L. Sonthonnax en 1899.

## Distribución
Solo se encuentra en Indonesia, en la isla de Sulawesi.

## Ciclo de vida

### Huevo
Los huevos son de color marrón/gris, con un patrón moteado fino, ovados, de aproximadamente 2-3 milímetros de largo. Las larvas emergen aproximadamente 10 a 14 días después de ser depositadas por la hembra.

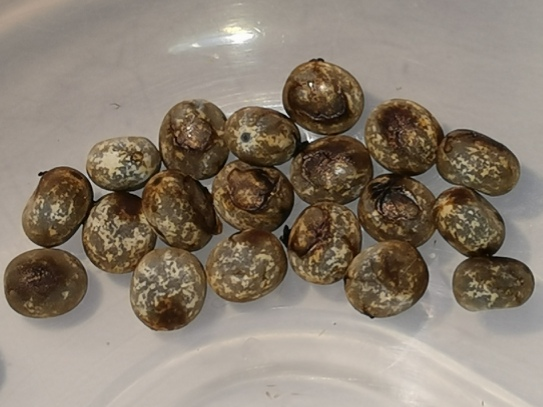
Huevos

### Larva
Las larvas pasan por cinco estadios (mudas o etapas). El primer estadio es naranja/marrón, con una banda negra alrededor de los segmentos del medio. El ancho de la banda oscura es variable. La larva tiene una cápsula cefálica de color marrón oscuro. La larva cambia a verde al comienzo del segundo estadio, desarrollando tubérculos de color rojo/naranja hacia el final del segundo estadio. En el cuarto estadio, los tubérculos se vuelven negros y espinosos. Los estadios posteriores también desarrollan un patrón de puntos blancos. La larva puede alcanzar una longitud máxima de aproximadamente 9-10 centímetros y una masa de 15 gramos.

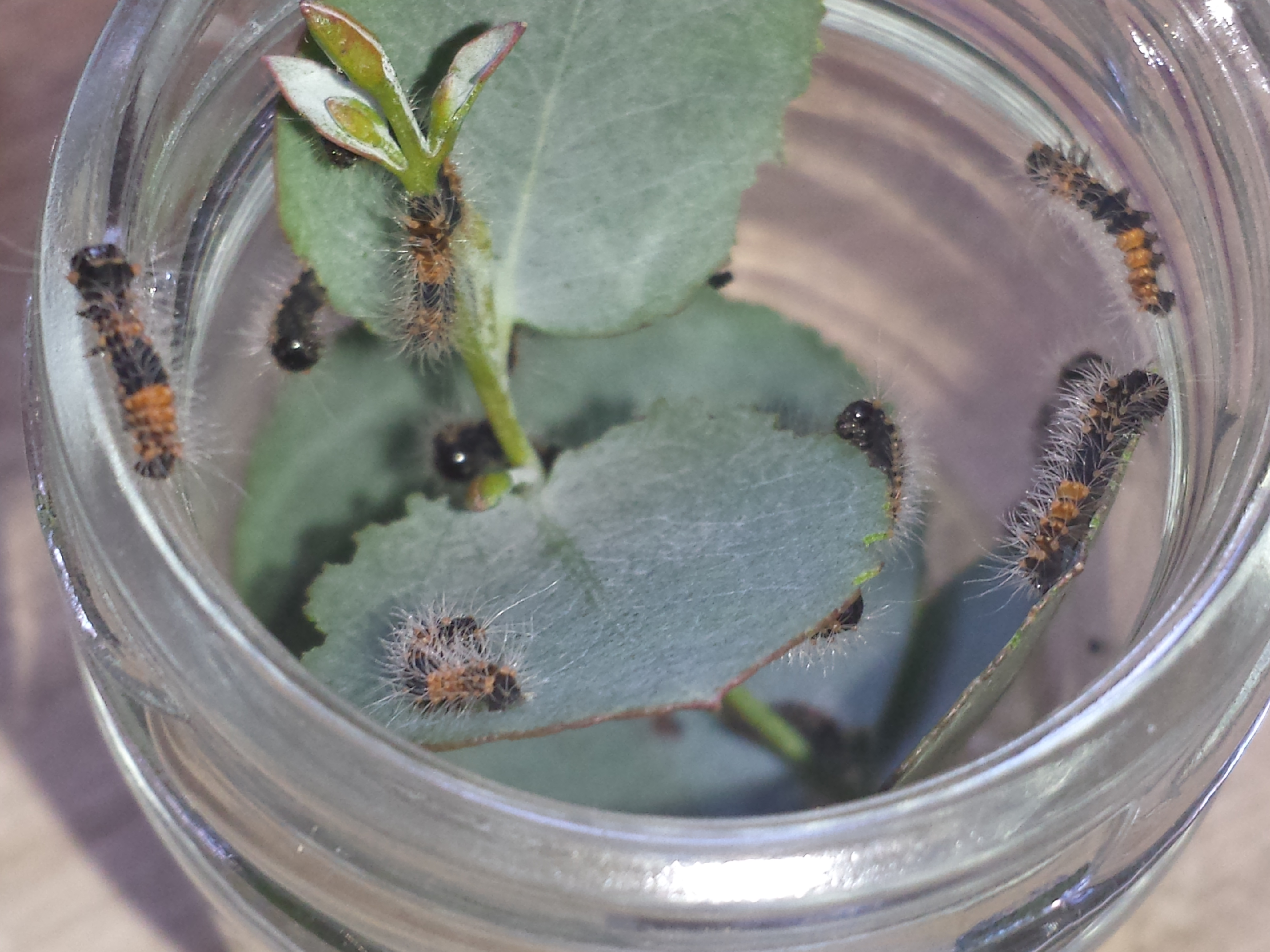
Larvas, primer estadio
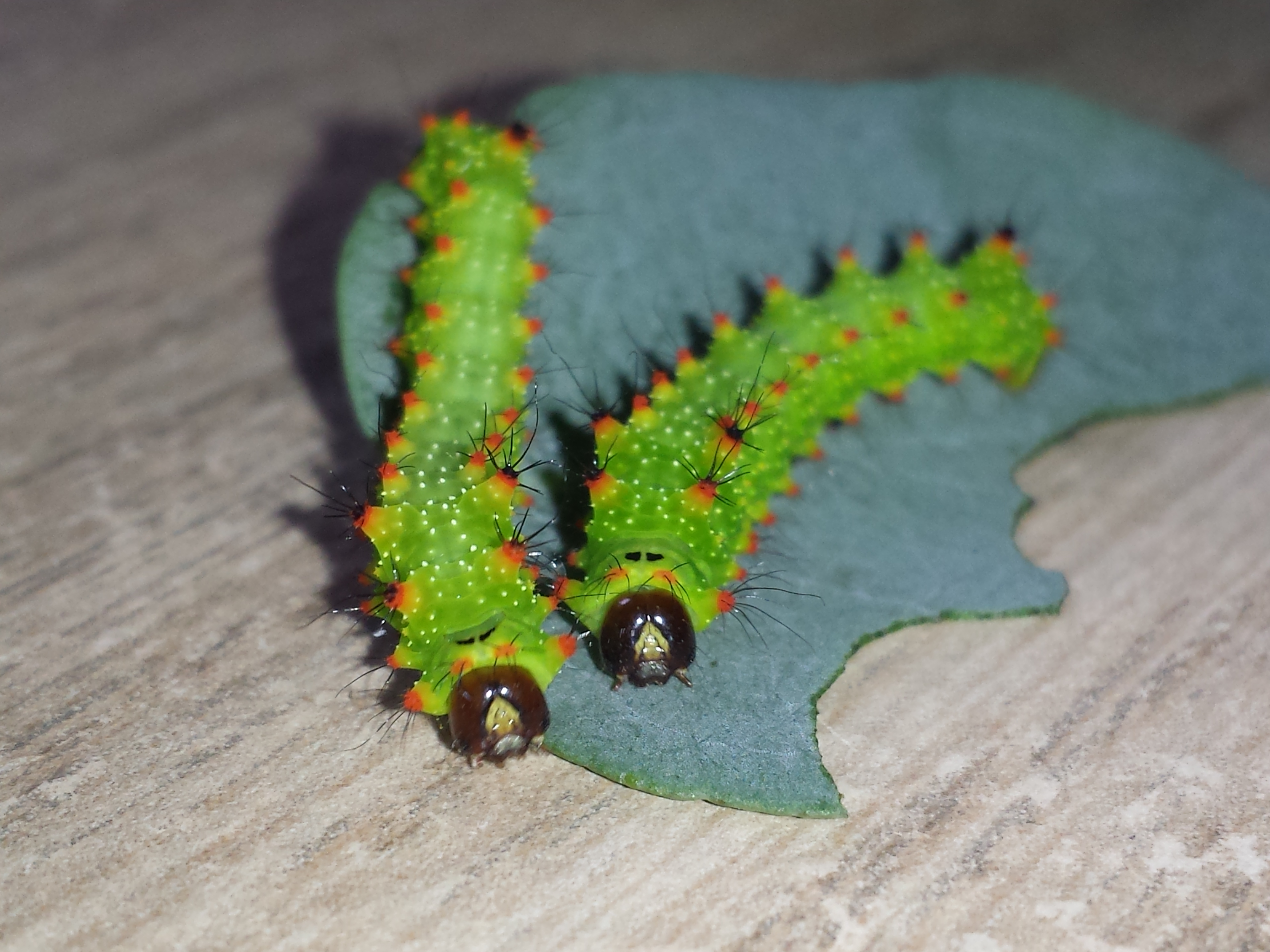
Larvas, segundo estadio
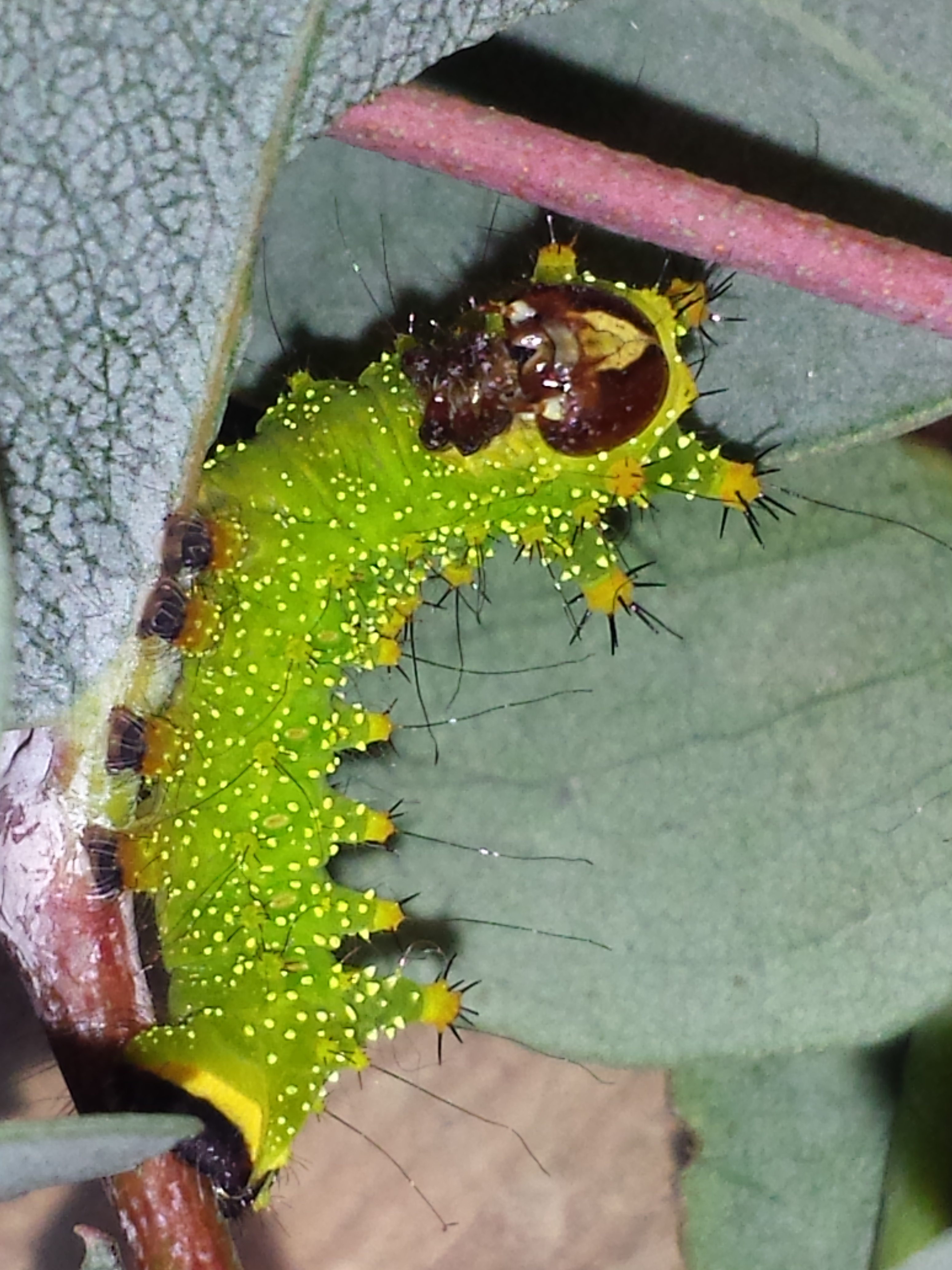
Larva, tercer estadio
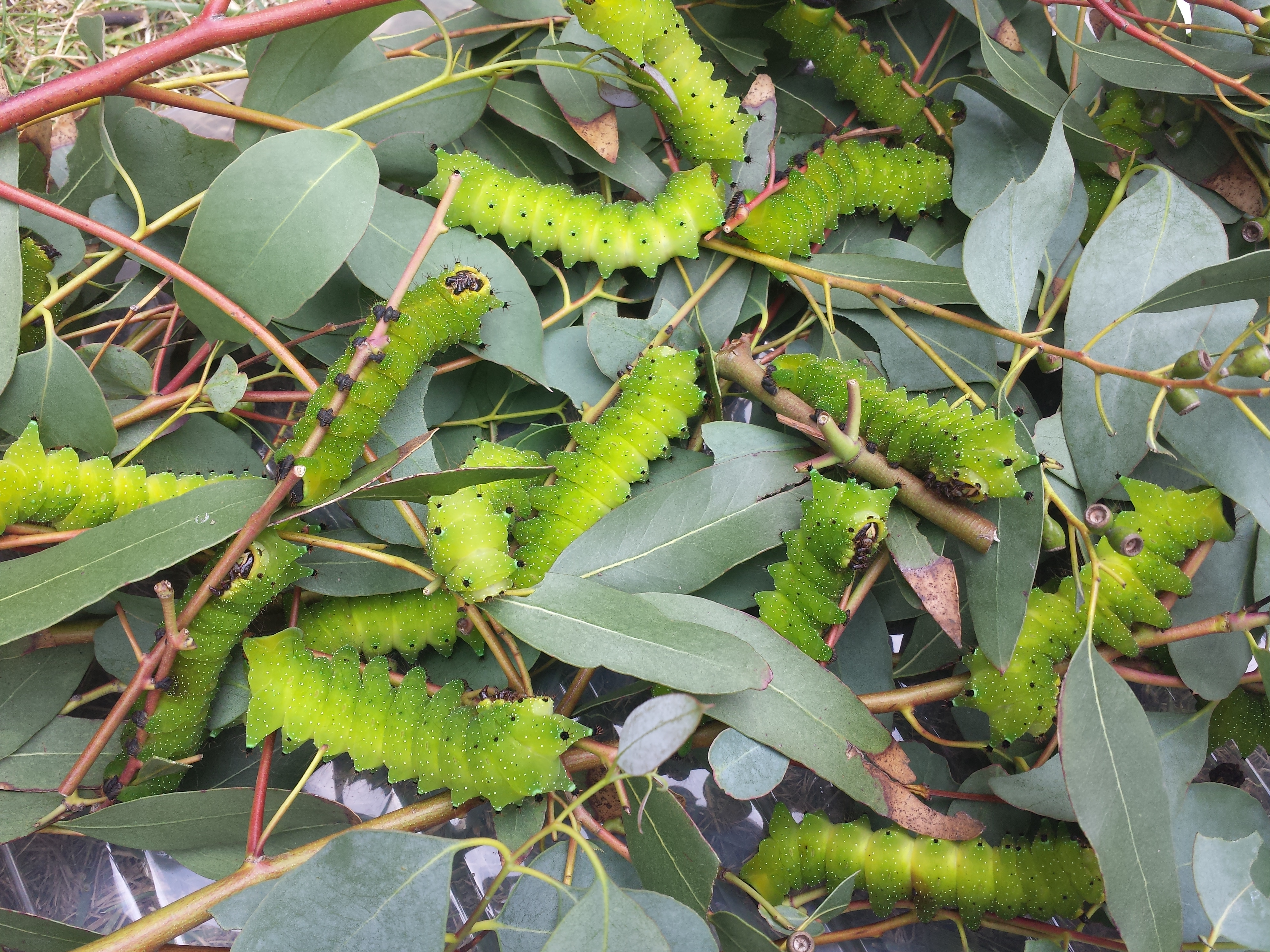
Larvas, quinto estadio
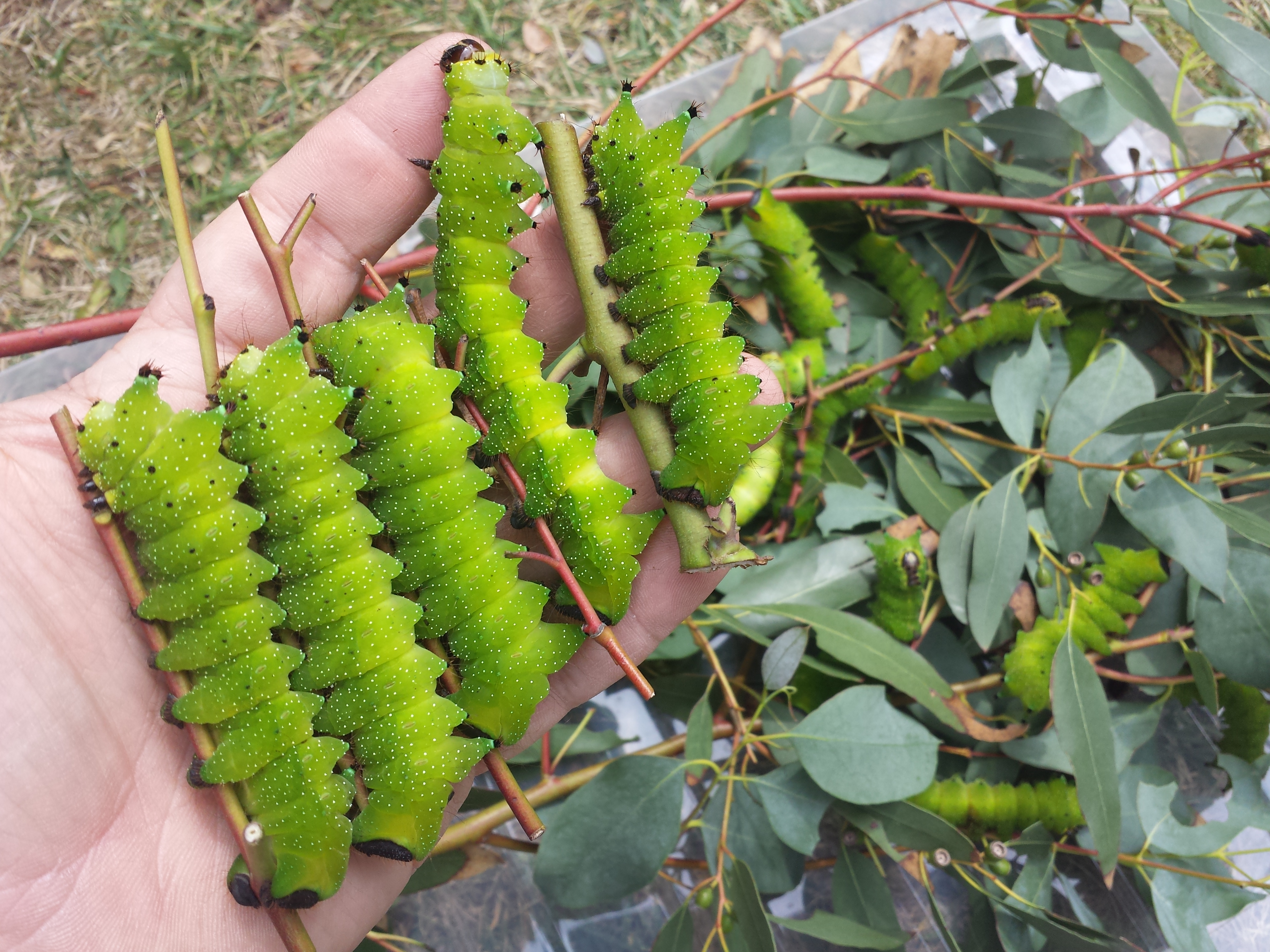
Larvas, quinto estadio
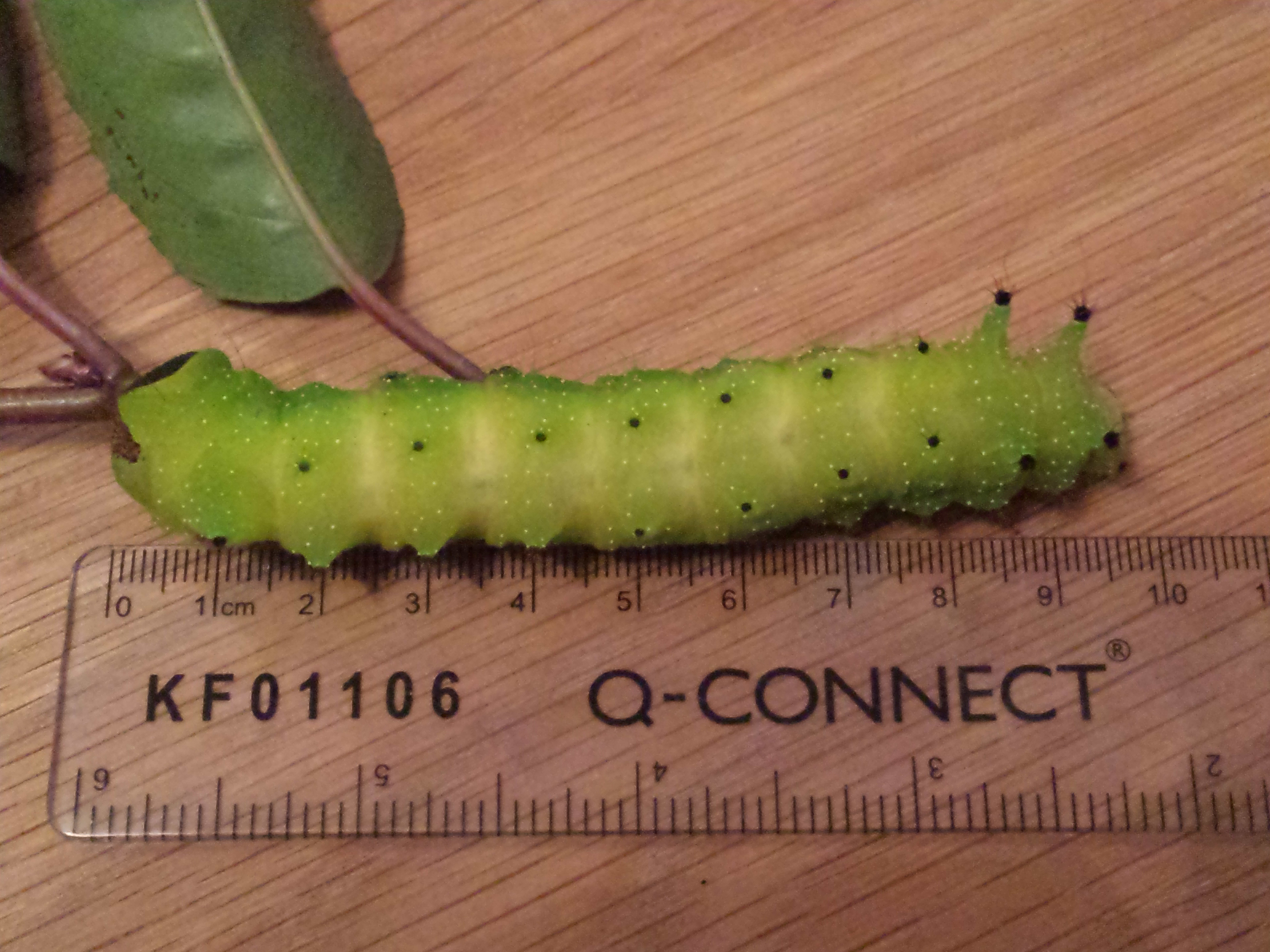
Larva, quinto estadio, completamente desarrollada
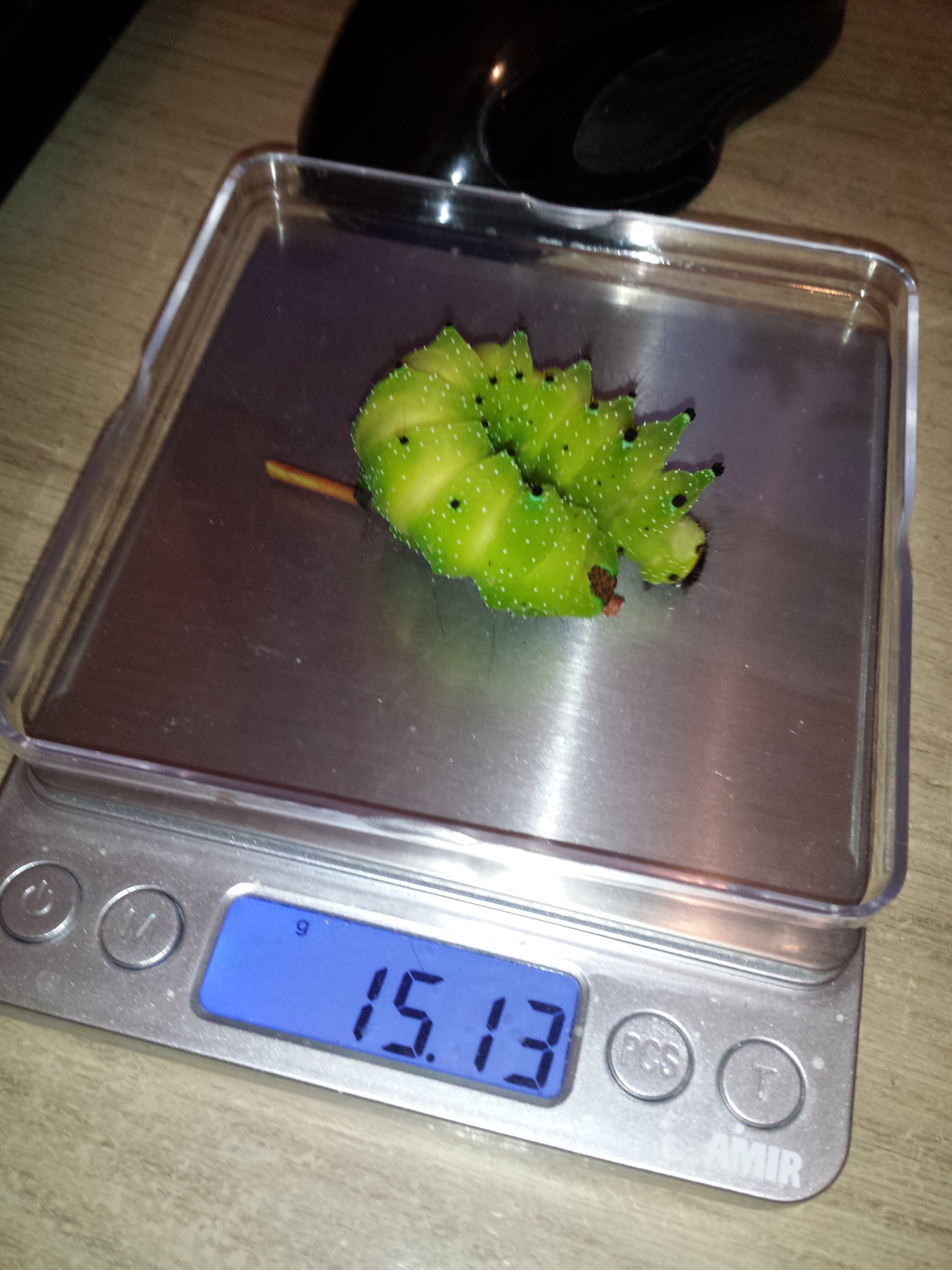
Peso larval, casi completamente desarrollada

### Pupa
Las pupas miden aproximadamente 3-4 cm de largo y son redondeadas. Las pupas femeninas alcanzan los 7-10 gramos, mientras que las pupas masculinas alcanzan los 4-7 gramos. Las pupas se envuelven en un capullo construido como una delgada capa de seda amarilla. El capullo es fácilmente permeable a los elementos y tiene una abertura de ventilación en el extremo de la cabeza. El desarrollo de la pupa puede reducirse a temperaturas de aproximadamente 15 °C, pero esto no es una verdadera diapausa; Las pupas continúan desarrollándose a un ritmo reducido. Si se mantienen a 20 °C, los adultos emergen en aproximadamente cuatro semanas. Algunas pupas tienen coloración negra, mientras que otras son de color marrón. En aquellas que tienen coloración negra, no es posible ver los diseños de alas en desarrollo antes de la emergencia.

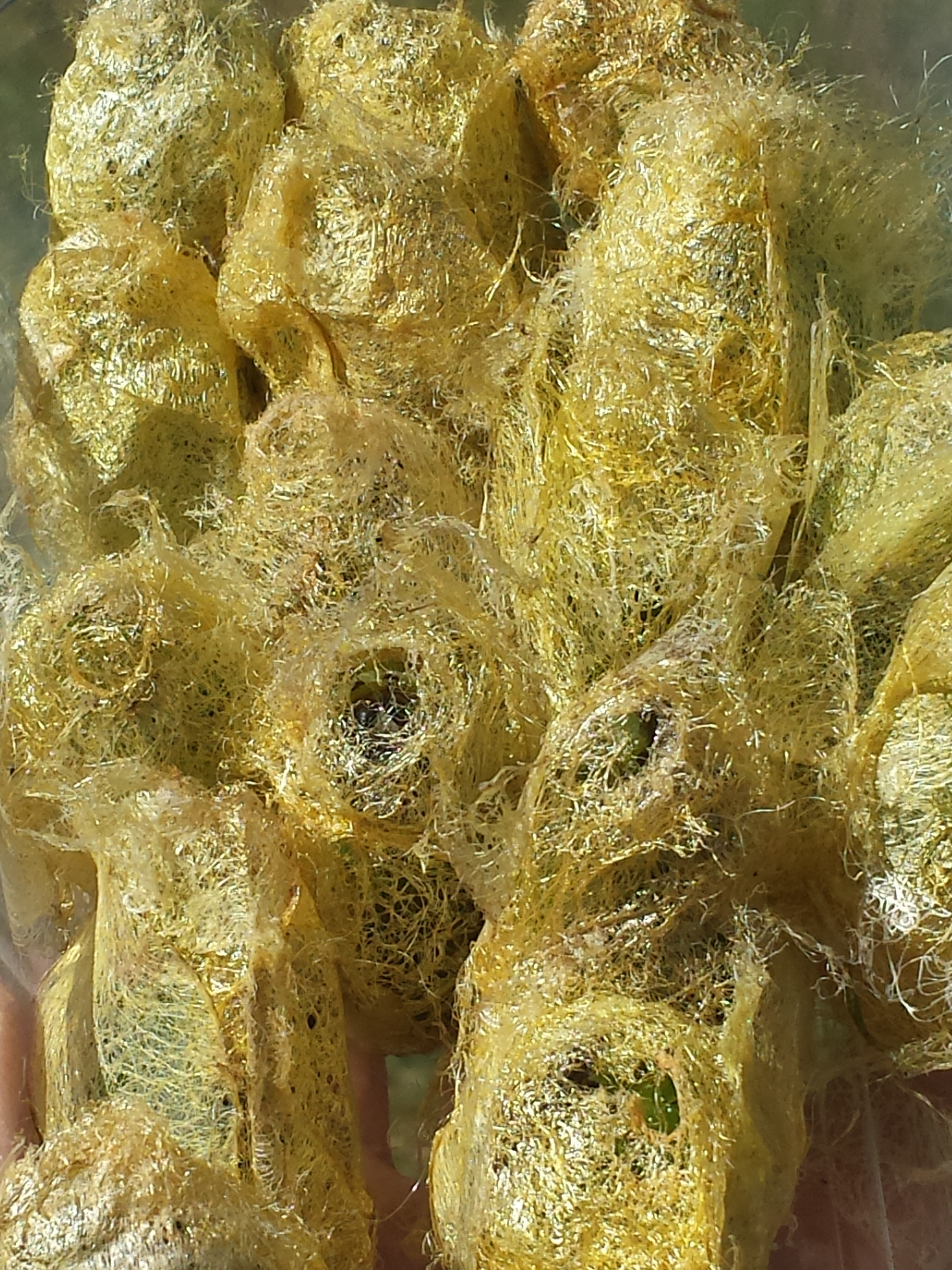
Capullos de seda
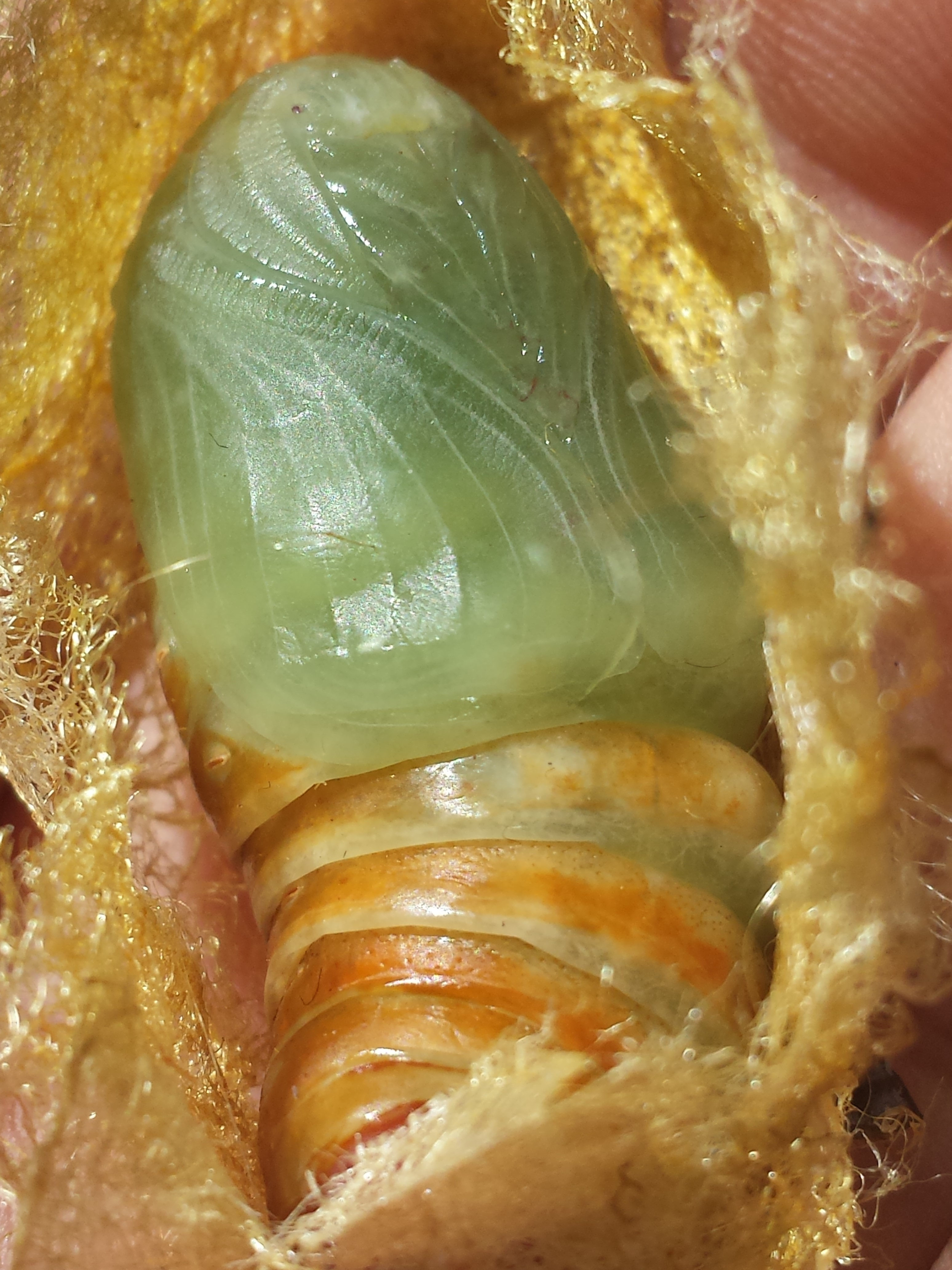
Pupa durante el proceso de endurecimiento
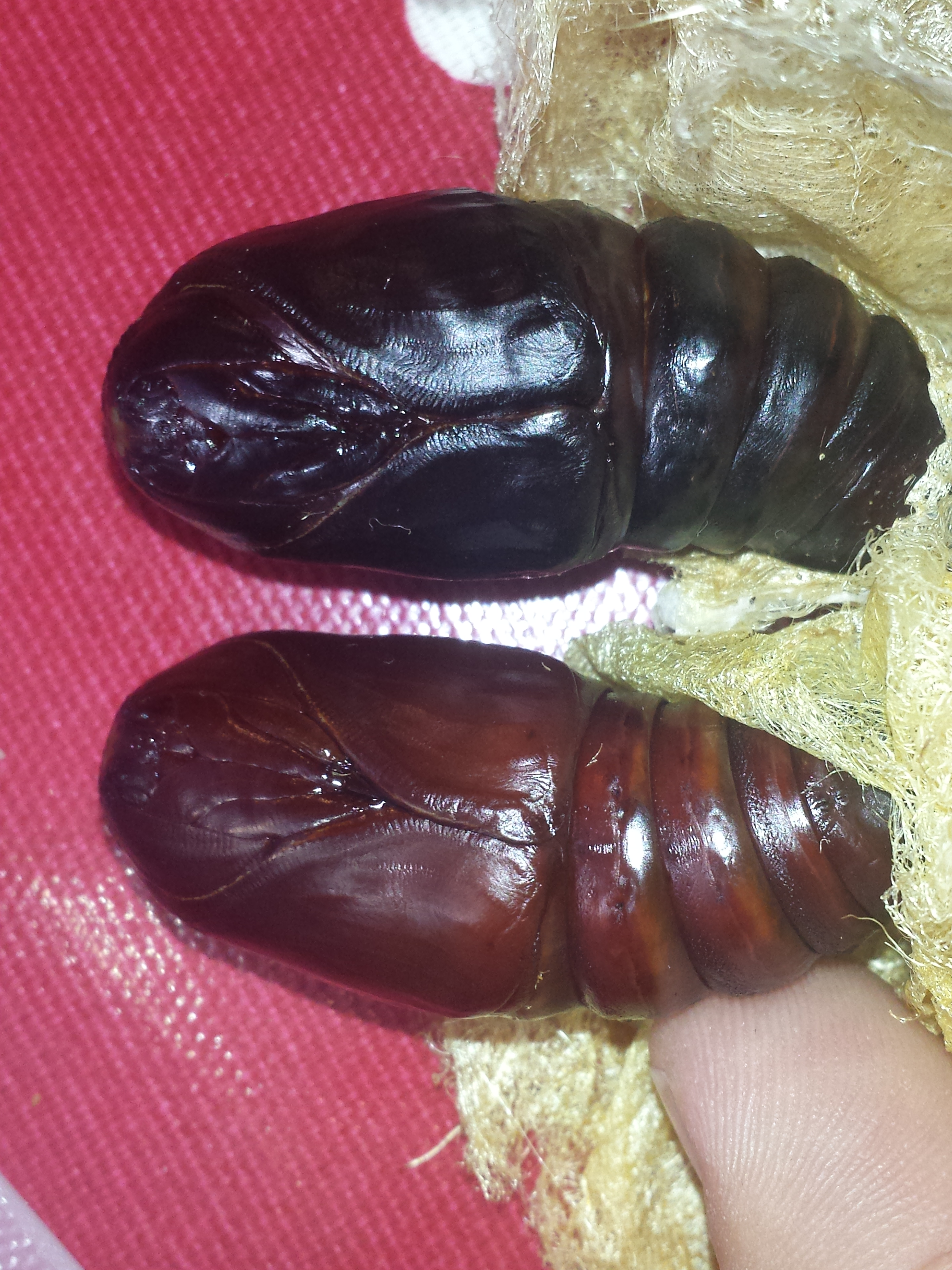
Diferentes formas de color de pupas
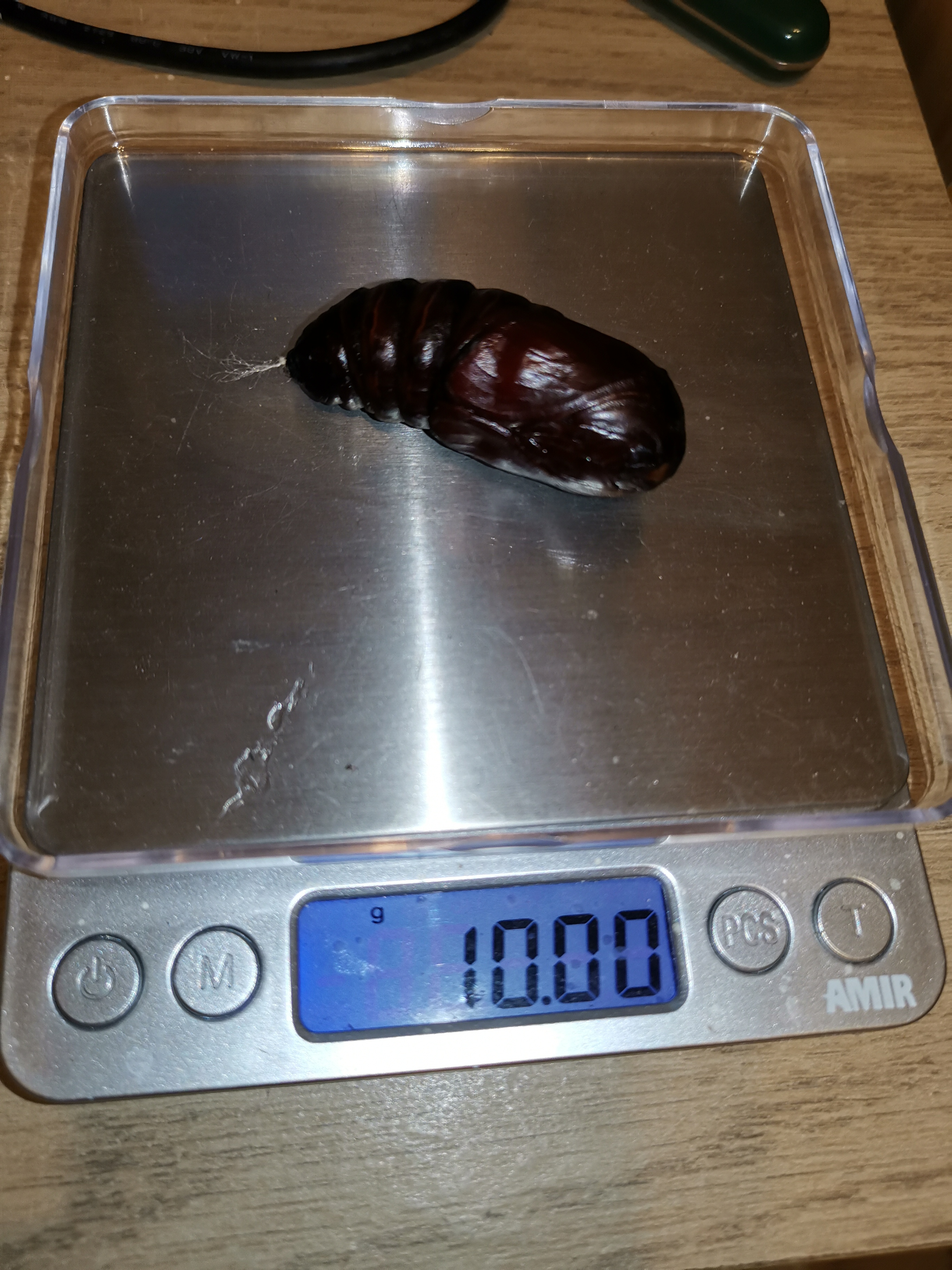
Peso de una pupa hembra
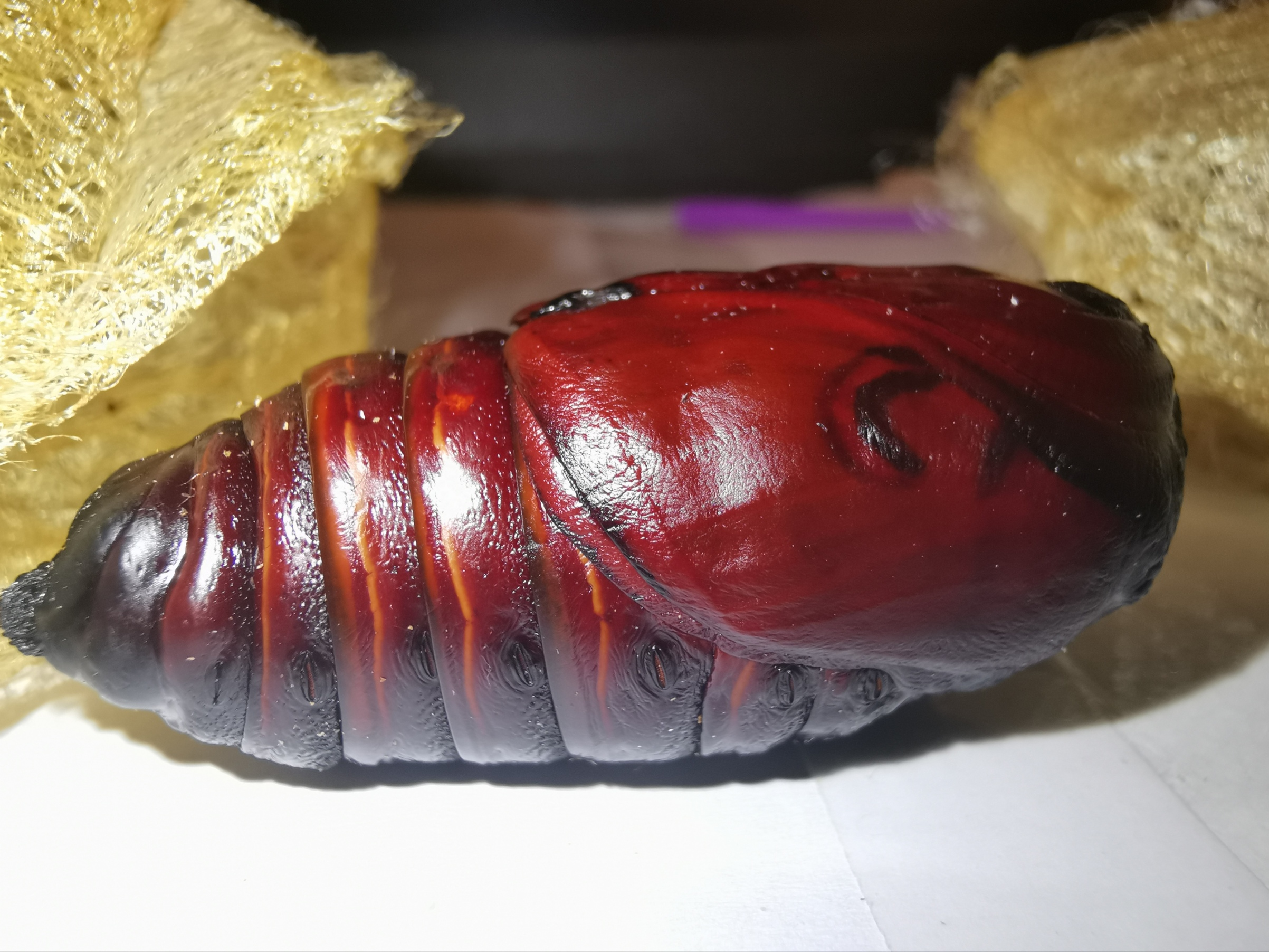
Pupa hembra mostrando el desarrollo de las alas en los días previos a la emergencia

### adulto
Los adultos usualmente viven solo de 7 a 10 días. Los adultos no comen y muestran dimorfismo sexual.
Los machos tienen un patrón variable de marrón oscuro y amarillo, con una luna creciente negra y marrón marcada en la cara anterior y una mancha ocular u ocelo marrón en la parte posterior. El ala posterior tiene largas colas de color oscuro que se extienden hasta 20 y nbsp; cm, con punta amarilla.
Las hembras son considerablemente más pesadas que los machos, tienen una base de color amarillo en las alas y colas más gruesas más fuertes. Las alas delanteras son más redondeadas en comparación con las alas más falcadas del macho. La hembra pondrá 150-250 huevos. Los huevos serán depositados sin que la planta de alimento esté presente.

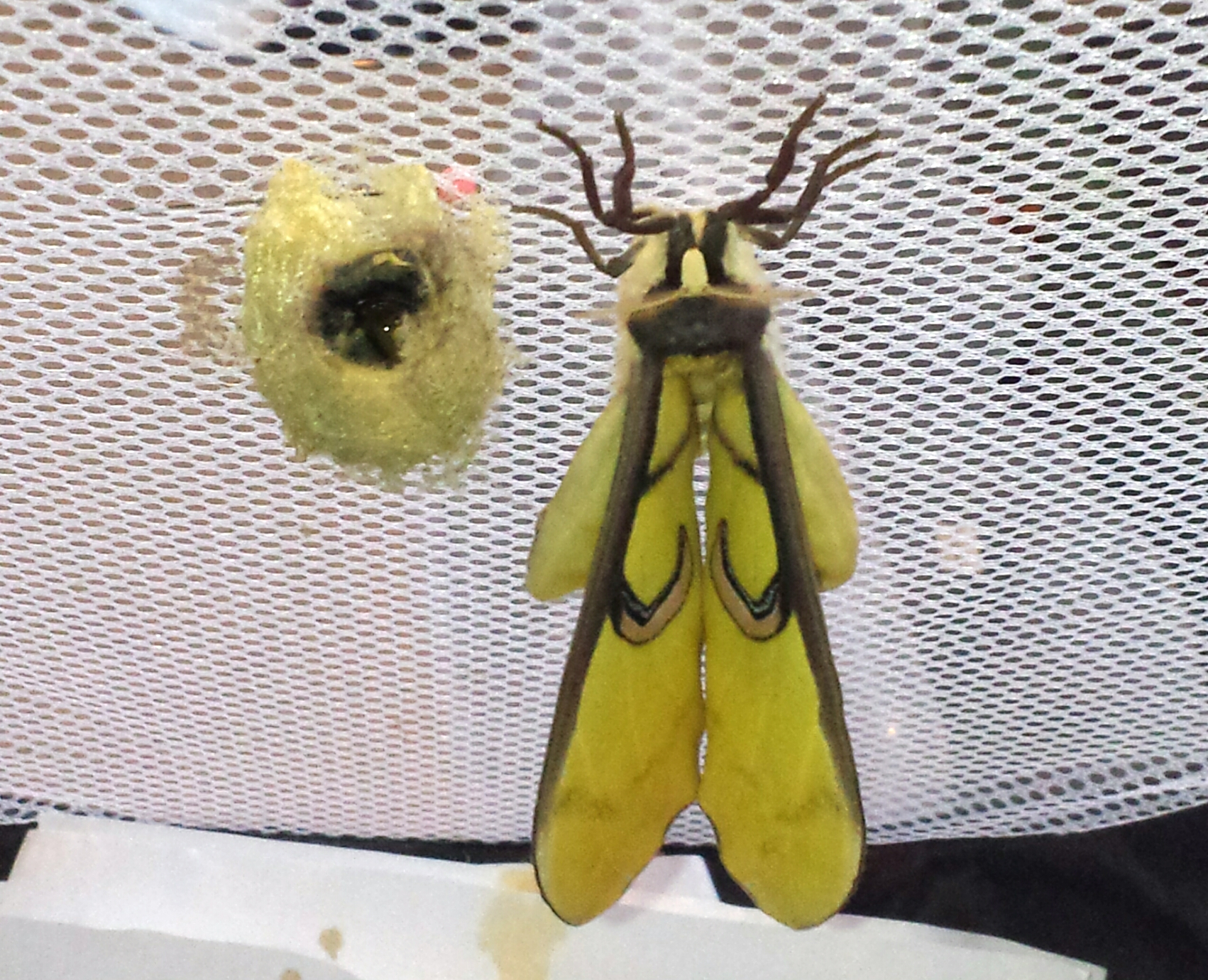
Hembra expandiendo sus alas, junto al capullo vacío
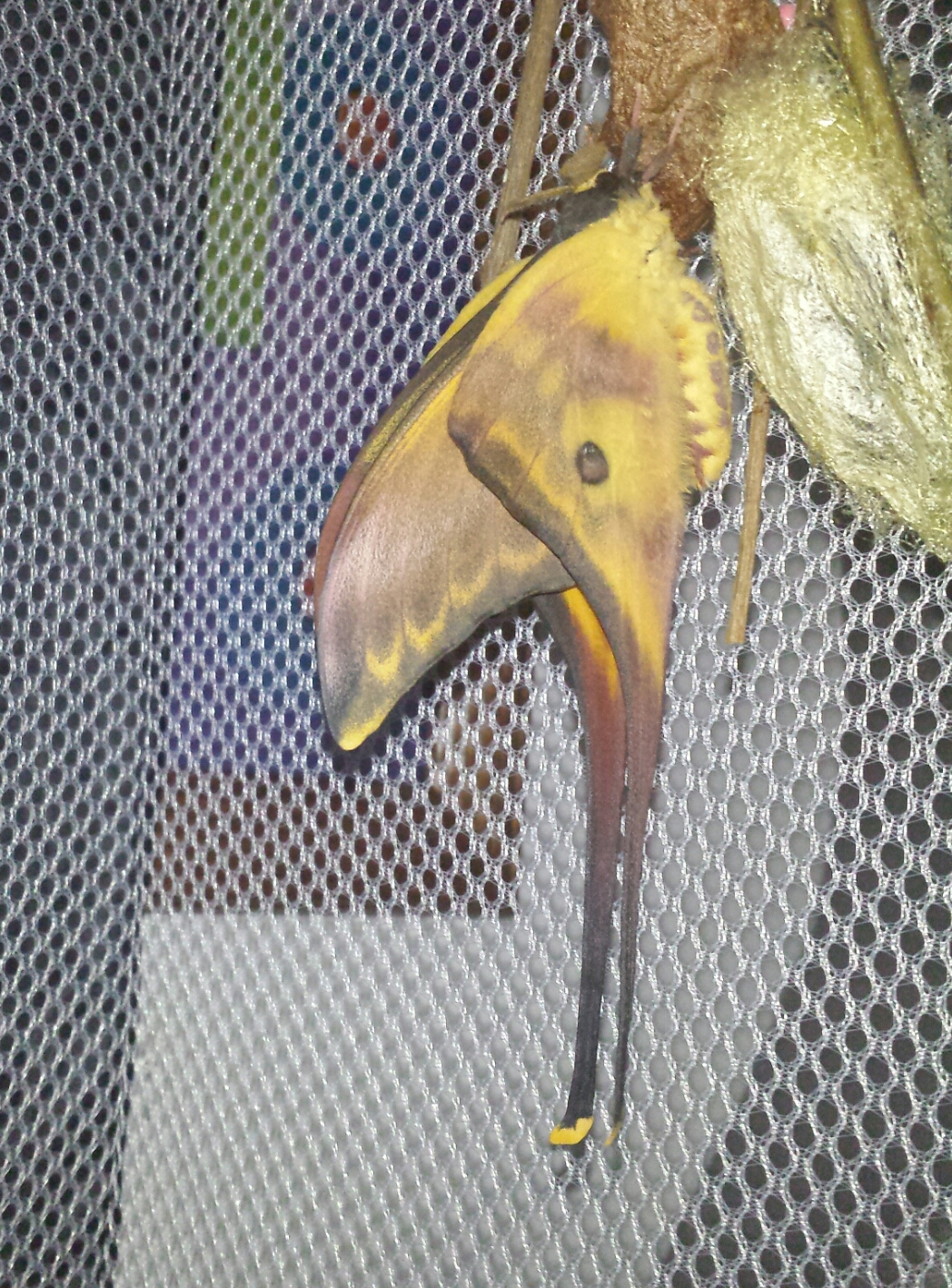
Macho expandiendo sus alas, junto al capullo vacío

## Plantas hospedantes
Las plantas alimenticias utilizadas en cautiverio incluyen Eucalyptus gunnii, Liquidambar, Rhus (sumac), Prunus lusitanica (laurel de Portugal), Arbutus unedo (madroño) y Betula (abedul). Crataegus (espino), se pueden usar varios tipos de rosa, Salix (sauce) y Quercus ilex (encina), pero con malos resultados.

## Subespecies
- Actias isis isis
- Actias isis pelengensis  U. Paukstadt & L.H. Paukstadt, 2014  (Sulawesi central)